# Aéro-Club de France

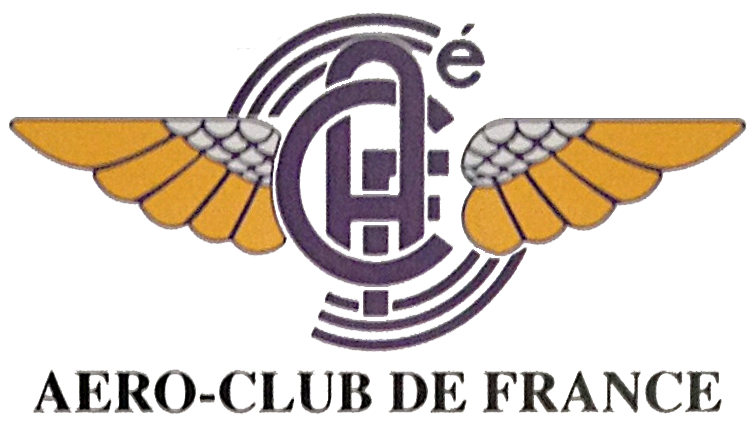
Aéro-Club de France

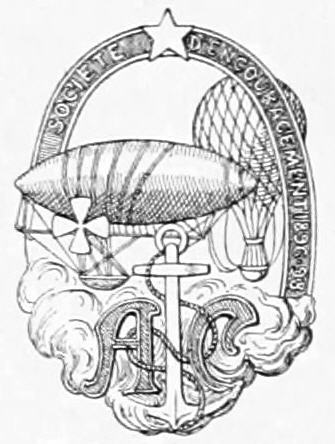
Mitgliederabzeichen 1906 Aero Club

Der Aéro-Club de France ist eine weltweite Institution, die sich mit den vielseitigen Aspekten der Luft- und Raumfahrt beschäftigt. Sie wurde 1898 gegründet und ist weltweit die älteste Einrichtung dieser Art.
Universitäre Mitarbeiter, Hersteller von Produkten, Anbieter von Dienstleistungen und weitere professionelle Angehörige der globalen zivilen und militärischen Luft- und Raumfahrt sind im AeCF vertreten. Der Hauptsitz der Organisation befindet sich in Paris.

## Geschichte
Der Aéro-Club de France wurde am 20. Oktober 1898 zur Förderung der Luftfahrt als Aéro-Club von Ernest Archdeacon, Léon Serpollet, Henri de la Valette, Jules Verne und seiner Frau, André Michelin, Albert de Dion, Alberto Santos-Dumont, Henri Deutsch de la Meurthe und Henry de La Vaulx gegründet. Am 20. April 1909 wurde der Name in Aéro-Club de France geändert.
Ursprünglich legte der Aéro-Club de France Vorschriften fest, die die Luftfahrt in Frankreich kontrollierten. Ebenso definierte er die Bedingungen, die die ersten Meilensteine der Luftfahrt markiert haben, wie den ersten geschlossenen Kreisflug über 1 km und den ersten Hubschrauberflug. Außerdem organisierte er Wettbewerbe wie den Prix Deutsch de la Meurthe, ein Wettbewerb für Luftschiffe von 1901 und den  Gordon-Bennett-Cup für Flugzeuge im Jahr 1909.
Von 1898 bis 1947 gab der Club die Zeitschrift L’Aérophile und seit 1997 die Zeitschrift Aérofrance heraus. 1905 war der Club Gründungsmitglied der Fédération Aéronautique Internationale (FAI). Nach 1945 wurden einige der regulatorischen Aufgaben des Aéro-Club von anderen Gremien übernommen.